# Ævarsdóttir
Ævarsdóttir ist ein weiblicher isländischer Name.

## Herkunft und Bedeutung
Der Name ist ein Patronym und bedeutet Ævars Tochter. Die männliche Entsprechung ist Ævarsson (Ævars Sohn).

## Namensträgerinnen
- Oddný Eir Ævarsdóttir, vollständiger Name von Oddný Eir (* 1972), isländische Schriftstellerin
- Þórhildur Sunna Ævarsdóttir (* 1987), isländische Politikerin